# Sagitella bobretzkii
Sagitella bobretzkii är en ringmaskart som beskrevs av Wagner 1872. Sagitella bobretzkii ingår i släktet Sagitella och familjen Typhloscolecidae. Inga underarter finns listade i Catalogue of Life.